# Galon

Jednotky benzínu používané po celém světě:
Litr
Americký galon
Imperiální galon
Žádná data

Galon (anglicky gallon, zkratka gal) je název angloamerické jednotky objemu (není to jednotka SI). Z historických důvodů se pod stejným jménem používají různé objemy:
- Imperiální galon používaný ve Velké Británii: 1 galon = 4,546 090 litrů
- U.S. wet nebo liquid galon používaný v USA pro kapaliny: 1 galon = 3,785 411 784 litrů [1] (231 kubických palců)
- U.S. dry galon používaný v USA pro suché látky: 1 galon = 4,404 884 121 915 litrů